# Manikka Vinayagam
Manikka Vinayakam (Mayiladuthurai, Tamil Nadu, Raj Británico, 10 de diciembre de 1943 -  Chennai, Tamil Nadu, India, 26 de diciembre de 2021) fue un cantante y actor indio de etnia tamil. Interpretó varias canciones en películas en diversas lenguas del sur de la India y actuó como artista principal en varias producciones cinematográficas en lengua tamil. 

## Películas
Inició su carrera artística como cantante en la producción cinematográfica "Dhill", en tamil, con la canción titulada "Kannukkulla Gelathi", compuesta por Vidyasagar. Su estreno en la actuación fue con la película "Thiruda Thirudi", en la que interpretaba el personaje del padre del interpretado por Dhanush. Desde entonces, Manikka Vinayakam interpretó cerca de ochocientas canciones en distintos idiomas. Ha interpretado además unas 15.000 canciones: unas, de tipo devocional; otras, tradicionales.

## Muerte
Vinayagam murió de un paro cardíaco en su casa en Chennai, el 26 de diciembre de 2021, a la edad de 78 años. 

## Selección de películas
- "Kannukkulle" - Dhill (2001)
- "Yelai Imayamalai" - Thavasi (2001)
- "Vidai Kodu" - Kannathil Muthamittal (2002)
- "Theradi Veethiyil" - Run (2002)
- "Subbamma Subbamma" - Roja Koottam (2002)
- "Vandi Vandi" - Jayam (2002)
- "Kadhal Vandhal" - Iyarkai (2003)
- "Aruvaa Meesa" - Dhool (2003)
- "Chinnaveeda" - Ottran (2003)
- "Theeratha Dum" - Parthiban Kanavu  (2003)
- "Kumbakonam" - New  (2004)
- "Kattu Kattu Keppa Kattu" - Thirupachi (2004)
- "Kokku Para Para" - Chandramukhi (2005)
- "Kattu Kattu" - Thirupaachi (2005)
- "Thaai Sollum" - Kana Kandaen (2005)
- "Ennamma Devi" - Thambi (2006)
- "Chethavadam" - Veyil (2006)
- "Aiyyyayyyo" - Paruthiveeran (2007)
- "Hey Pangaali" - Majaa (2007)
- "Jigu Jickan" - Oram Po (2007)
- "Namma Ooru Nallarukku" - Seval (2008)
- "Theakku Maramaattam" - Magizhchi (2010)
- "Naane Inthiran" - Singham (2010)

## Filmografía en actuaciones
- Thiruda Thirudi
- Yuddham Sei
- Perazhagan
- Kalvanin Kadhali
- Bose
- Thimiru
- Giri
- Bale Pandiya
- Va Quarter Cutting